# Ulothrix

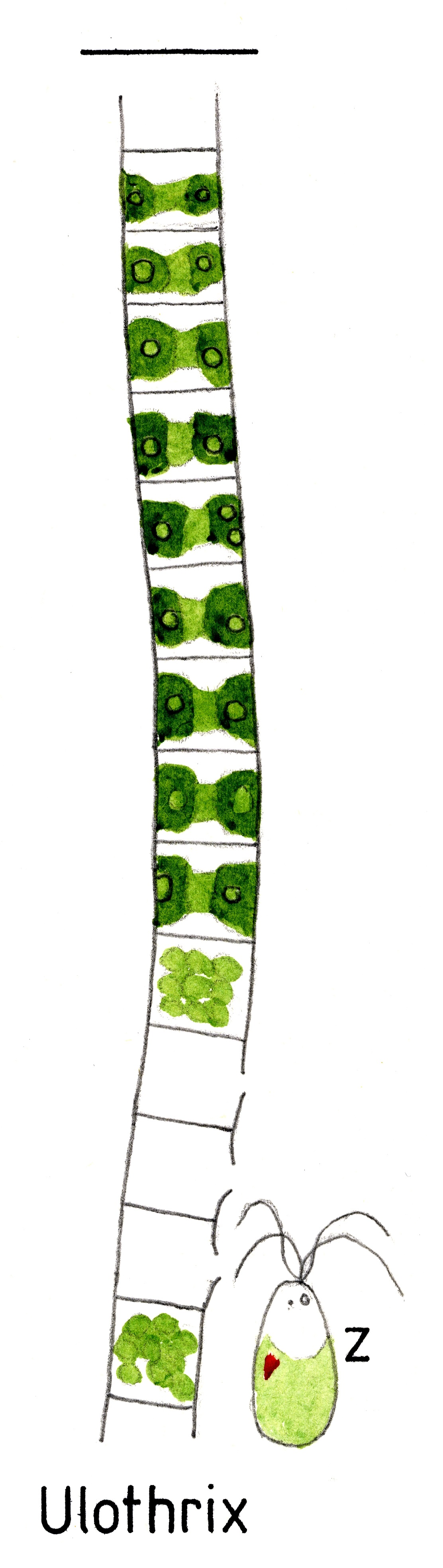

Ulothrix ist eine hauptsächlich im Süßwasser vorkommende Gattung von Grünalgen in der Klasse Ulvophyceae. Sie umfasst etwa 40 Arten.

## Merkmale

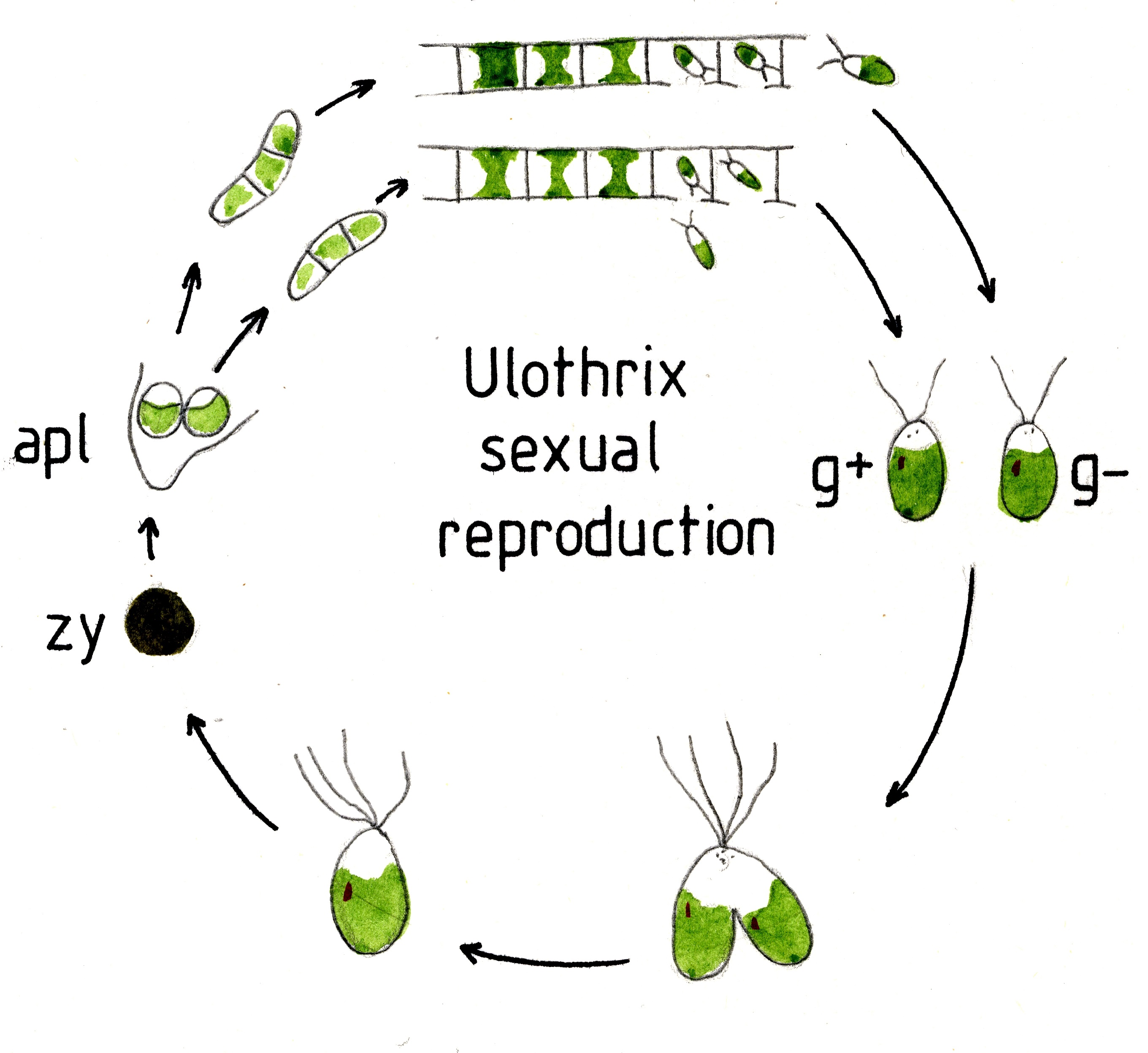
Sexueller Reproduktionszyklus der Gattung Ulothrix

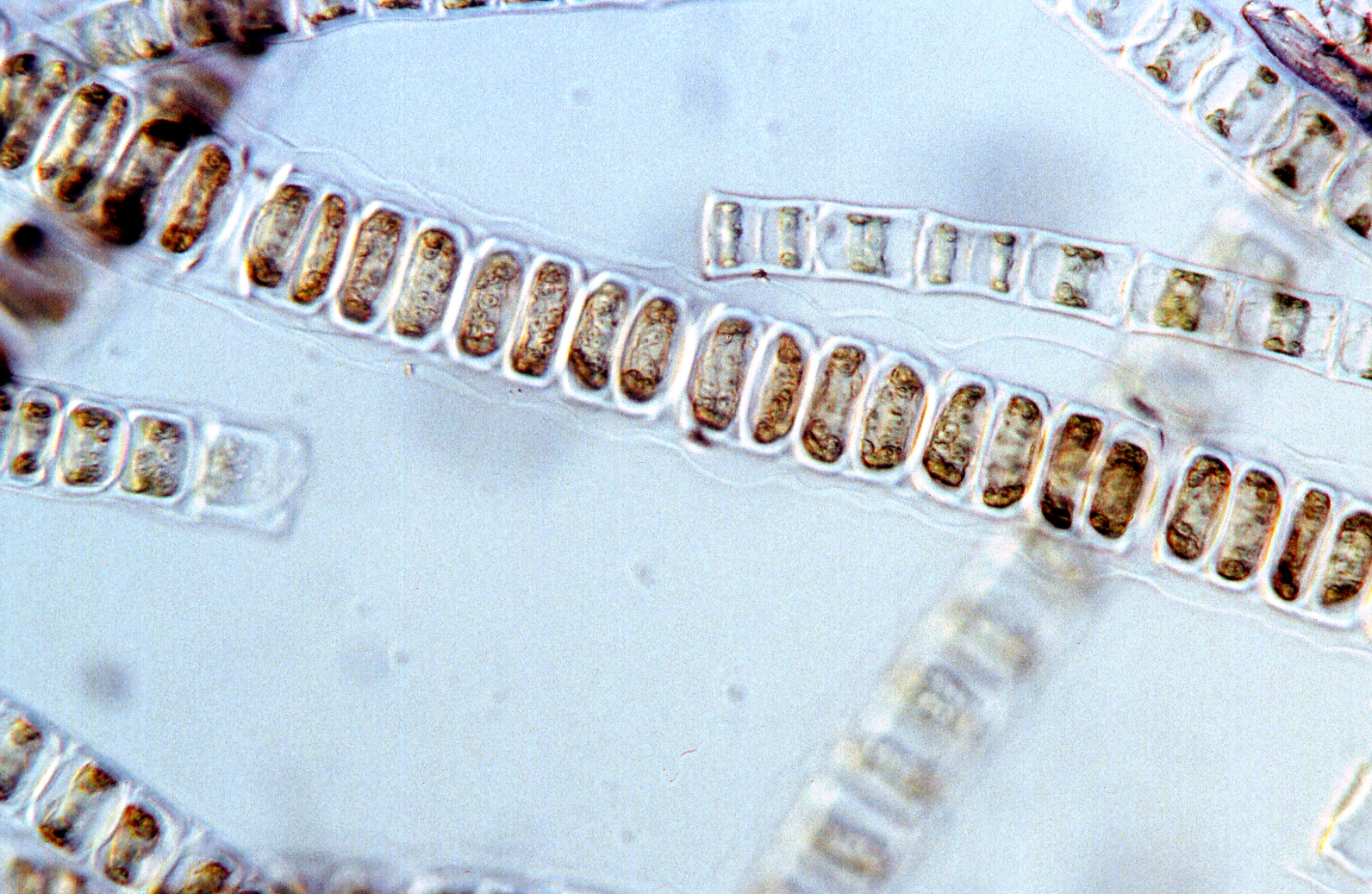
Ulothrix

Die Vertreter bilden unverzweigte Fäden aus einer Zellreihe. Die Zellen sind zylindrisch. Die Fäden haben einen Durchmesser von 5 bis 70 Mikrometer. Die Zellen besitzen einen zentral- oder wandständigen Zellkern und einen wandständigen Chloroplasten. Dieser ist groß und geschlossen oder offen ringförmig und besitzt mehrere Pyrenoide. Das Wachstum erfolgt durch Zellteilung im Faden.
Die ungeschlechtliche Fortpflanzung erfolgt durch die Bildung mehrerer viergeißeliger Zoosporen in beliebigen Fadenzellen. Die Zoosporen gelangen durch Poren ins Freie und wachsen anschließend zu neuen Fäden aus. Geschlechtliche Fortpflanzung erfolgt durch Isogamie: in beliebigen Fadenzellen entstehen kleine, zweigeißelige Gameten, die miteinander verschmelzen. Die dabei entstehende Zygote bildet eine Rhizoid und bildet so ein Dauerstadium (Codiolum-Stadium). Die Keimung erfolgt mit einer Reduktionsteilung, es entstehen 4 bis 16 viergeißelige Zoosporen, die jeweils zu einem Faden auswachsen.

## Vorkommen
Die Vertreter der Gattung leben festsitzend in Fließgewässern und im bewegten Ufer-Bereich von Seen. Im Frühling und Herbst treten sie verstärkt auf, im Sommer sind sie selten.

## Belege
- Karl-Heinz Linne von Berg, Michael Melkonian u. a.: Der Kosmos-Algenführer. Die wichtigsten Süßwasseralgen im Mikroskop. Kosmos, Stuttgart 2004, ISBN 3-440-09719-6, S. 264.